# Puebla de la Reina (kommunhuvudort)
Puebla de la Reina är en kommunhuvudort i Spanien.   Den ligger i provinsen Provincia de Badajoz och regionen Extremadura, i den centrala delen av landet, 280 km sydväst om huvudstaden Madrid. Puebla de la Reina ligger 375 meter över havet och antalet invånare är 928.
Terrängen runt Puebla de la Reina är varierad. Runt Puebla de la Reina är det mycket glesbefolkat, med 6 invånare per kvadratkilometer. Närmaste större samhälle är Hornachos, 12,6 km söder om Puebla de la Reina. Trakten runt Puebla de la Reina består i huvudsak av gräsmarker.